# Glenea mediotransversevittata
Glenea mediotransversevittata är en skalbaggsart som beskrevs av Stefan von Breuning 1953. Glenea mediotransversevittata ingår i släktet Glenea och familjen långhorningar.
Artens utbredningsområde är Laos. Inga underarter finns listade i Catalogue of Life.